# Fátima Pinto
Fátima Alexandra Figueira Pinto (nascida em 16 de janeiro de 1996) é um jogadora de futebol da Seleção Portuguesa que joga como meia para o Sporting CP no Campeonato Nacional de Futebol Feminino .

## Carreira

### Clube
Começou a jogar futebol aos sete anos de idade em times masculinos amadores. Em 2011, aos 13 anos, iniciou a sua carreira na equipa feminina do grupo desportivo APEL, clube da sua cidade natal, o Funchal . Em 2013, ela assinou com a equipe da primeira divisão do Clube Atlético Ouriense . Com o clube, foi coroada campeão da liga na temporada 2013/2014, tornando-se o primeiro jogadora feminino da ilha da Madeira a fazê-lo. Na temporada seguinte, foi para a Espanha e assinou com o clube Primera División, o CD Santa Teresa . Depois de duas temporadas, ela regressou a Portugal para jogar no Sporting CP . Com o clube, ela foi novamente coroada campeã da liga na temporada 2016/2017 . Em 19 de março de 2018, Pinto foi incluído no prêmio "Quinas de Ouro" entre os "11 Melhores Jogadores" da liga feminina portuguesa. O premio é organizado anualmente pela Federação Portuguesa de Futebol, juntamente com a Associação Nacional dos Treinadores de Futebol e o Sindicato dos Jogadores Profissionais de Futebol.

### Internacional
Começou a jogar pela seleção sub-19 de Portugal em 2012. Em 2 de julho de 2012, ela estreou para a equipe Sub-19 em uma partida contra a Turquia Sub-19, válida para o Campeonato da Europa Feminina Sub-19 de 2012 . Um campeonato em que Portugal chegou às semifinais pela primeira vez na história. Também representou Portugal nos Estágios de Qualificação para o Campeonato da Europa Feminino de Sub-19 de 2013 e na Fase de Qualificação do Campeonato da Europa de Sub-19 de 2015 . Em 9 de abril de 2015, novamente contra a Turquia Sub-19, ela jogou seu último jogo pela equipe do Portugal U19, totalizando 25 partidas disputadas e quatro gols marcados pelo time.
Em 26 de outubro de 2013, em uma derrota contra a Holanda para a fase de qualificação da Copa do Mundo Feminina da FIFA de 2015, Fátima estreou para a equipe sênior portuguesa. Em 6 de julho de 2017, Pinto foi chamado pelo técnico Francisco Neto para representar Portugal na Euro Feminina da UEFA de 2017, tornando-se o primeiro jogador da Madeira a representar Portugal no Campeonato Feminino da UEFA .